# Łada 2104
Łada (WAZ) 2104 – samochód osobowy w wersji nadwoziowej kombi produkowany w latach 1984–2012, początkowo przez radzieckie zakłady WAZ, a następnie przez rosyjski AwtoWAZ, RosLada i IżAwto.

## Historia i opis modelu
Pojazd stworzono jako odmianę kombi sedana WAZ 2105, który stanowił modernizację modelu WAZ 2101. Konstrukcja wszystkich tych samochodów wywodzi się z modelu Fiat 124. WAZ 2104 był bezpośrednim następcą poprzedniego kombi WAZ 2102, opartego na modelu 2101. Oba pojazdy miały taką samą sylwetkę, z charakterystyczną pochyłą płaską tylną ścianą. Oprócz nowego pasa przedniego nadwozia, z prostokątnymi reflektorami, widoczną różnicę stanowiły duże pionowe lampy zespolone po bokach klapy. Nieco powiększono przy tym tylną szybę. Wśród opcji, po raz pierwszy w samochodach radzieckich, znalazła się wycieraczka tylnej szyby. Zmieniono system podnoszenia tylnej klapy, z drążków skrętnych na siłowniki gazowe. Całkowitej zmianie w stosunku do wcześniejszego modelu uległo wnętrze samochodu. Zmianom zewnętrznym towarzyszyły niewielkie zmiany mechaniczne.
Podstawowym silnikiem była benzynowa jednostka 1,3 l (1294 cm³) WAZ-21011 o mocy 64 KM, z paskiem rozrządu w miejsce łańcucha, z nowym, ekonomicznym i ekologicznym gaźnikiem Ozon zauważalnie ograniczającym moc silnika.  
Produkowano także wersje z innymi silnikami. 
Prace nad zmodernizowanym modelem kombi rozpoczęto w 1978 roku, lecz priorytet miały prace nad sedanem, dlatego prototypy zbudowano dopiero w 1983 roku, a produkcję seryjną uruchomiono w lipcu 1984 roku (planowano pod koniec 1982). Do końca roku zbudowano tylko 1665 sztuk. Masowa produkcja ruszyła w 1985 roku, kiedy to zaprzestano produkcji poprzedniego modelu Łada 2102. W roku 1986 osiągnięto zakładany pułap 50 000 samochodów rocznie. Na rynek rosyjski samochód był oznaczany początkowo WAZ-2104 Żiguli, a na eksport Lada (Łada) 2104 lub z liczbą oznaczającą pojemność silnika. 
W zakładach WAZ, przemianowanych następnie na AwtoWAZ, model 2104 był produkowany od 1984 do lipca 2003 roku. Po rozwiązaniu ZSRR i wprowadzeniu gospodarki rynkowej, popyt na tanie, chociaż przestarzałe kombi, wzrósł i produkcja lub montaż samochodu została umieszczona w kilku innych zakładach. Od marca 2002 roku produkcję samochodu przejęła fabryka IżAwto. Auto z silnikiem 1,5l/71 KM (145 km/h) jest oferowane było jako Iż VAZ 21043 Żiguli. W 2009 roku zaprzestano tam produkcji, lecz w 2010 roku ponownie ją wznowiono. Ostatecznie produkcję modelu 2104 zakończono we wrześniu 2012 roku. W 2002 roku rozpoczęto montaż WAZ-a 21043 na Ukrainie, przez firmy AntoRus z Chersonia (2002-2004), KrASZ z Krzemieńczuka (2002-2008) oraz ŁuAZ w Łucku, skąd w 2007 roku produkcję przeniesiono do zakładów w Czerkasach. Łącznie do 2009 roku zbudowano 867 510 sztuk różnych wersji modelu 2104.

### Odmiany modelu 2104

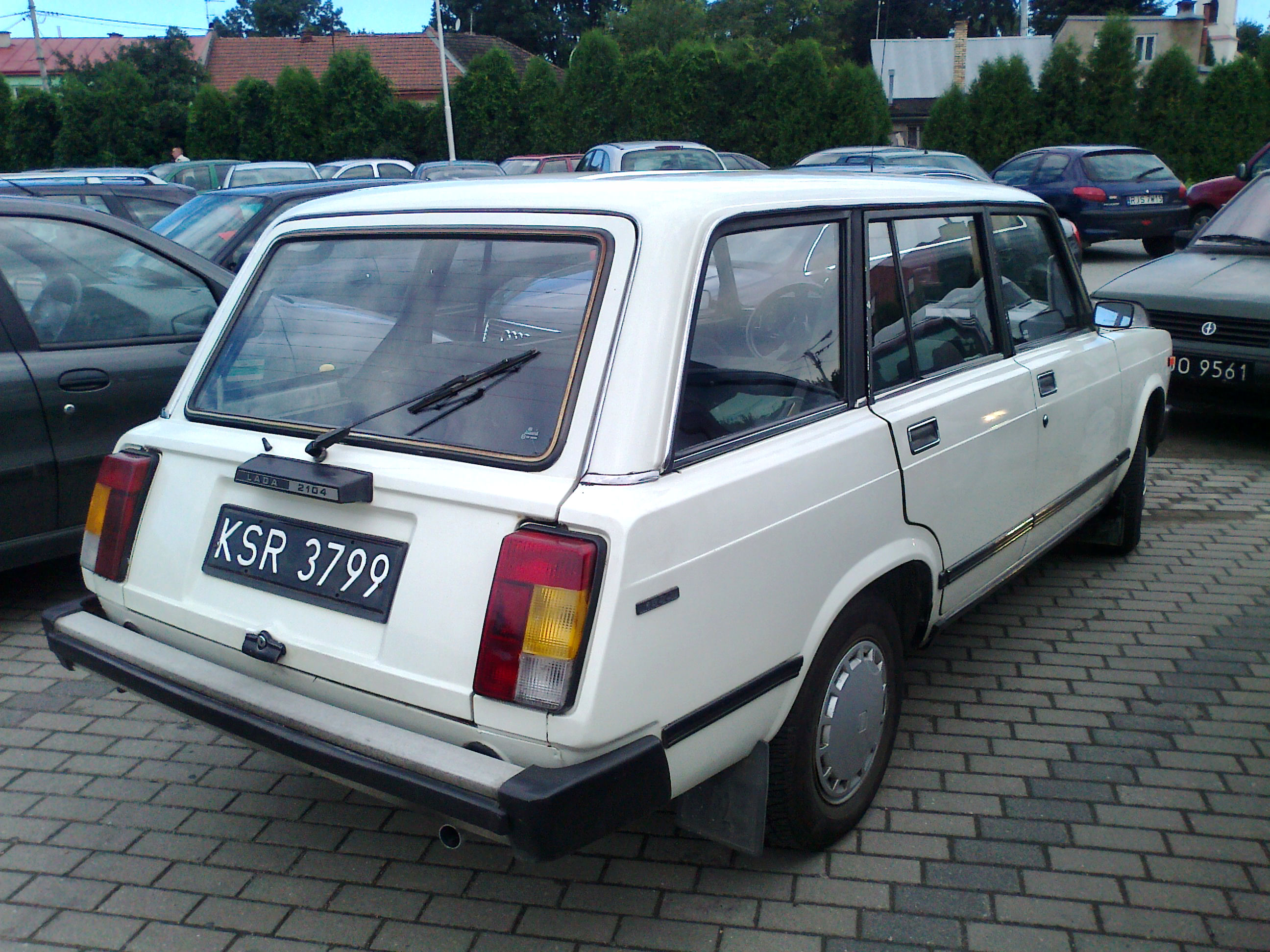
Łada 2104 - tył nadwozia

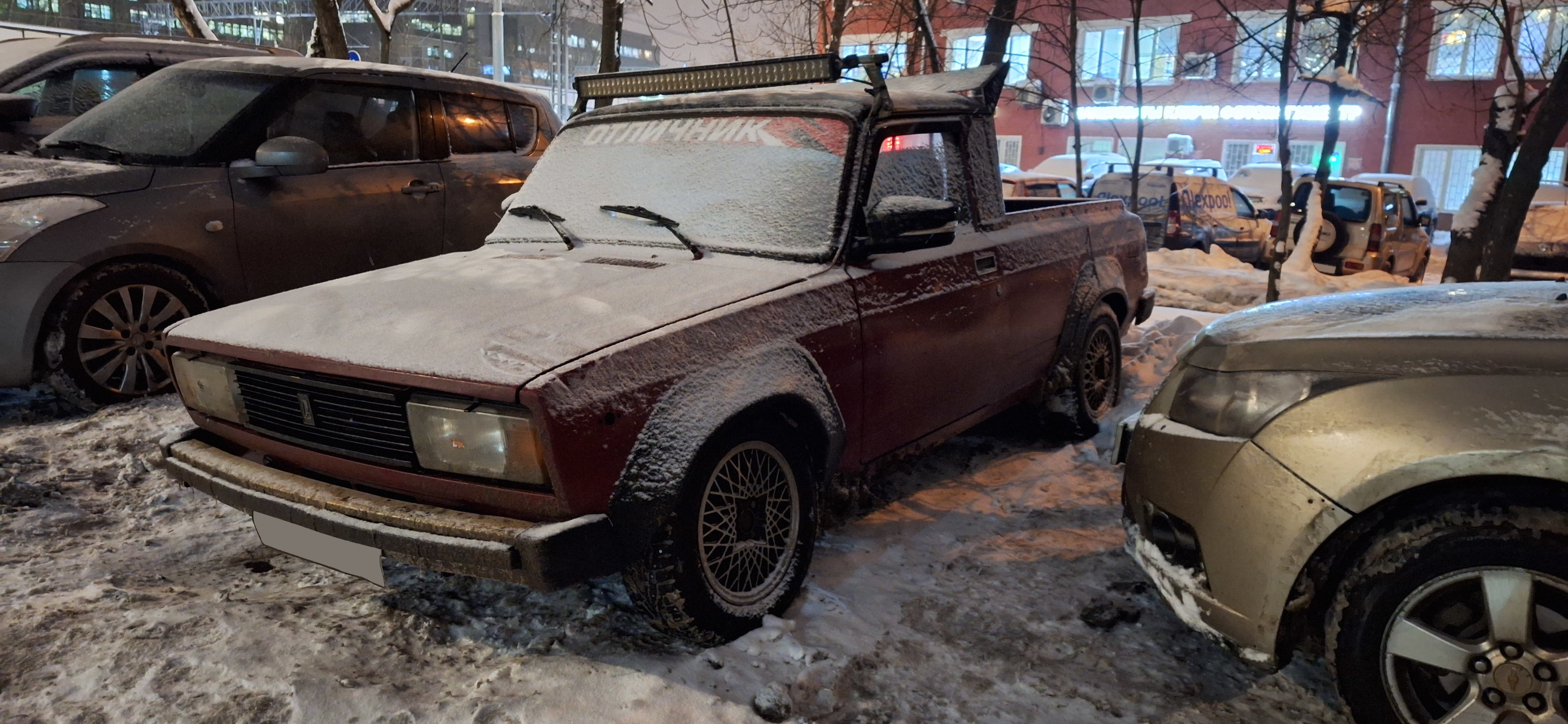
Łada 2104-33

- 2104 - silnik benzynowy 1294 cm³, 64 KM przy 5600 obr./min
- 21046 - silnik benzynowy 1294 cm³, 64 KM przy 5600 obr./min, wersja dla ruchu lewostronnego
- 21041 - silnik benzynowy 1198 cm³, 59 KM przy 5600 obr./min (nie produkowany seryjnie)
- 21043 - silnik benzynowy 1452 cm³ (WAZ-2103), 71 KM przy 5600 obr./min
- 21043-33 - silnik benzynowy 1452 cm³ (WAZ-2103), 71 KM przy 5600 obr./min
- 21047 - silnik benzynowy 1452 cm³ (WAZ-2103), 71 KM przy 5600 obr./min, wnętrze i atrapa chłodnicy na eksport od WAZ-2107
- 21044 - silnik benzynowy 1689 cm³ (WAZ-2107), 76 KM, przy 5200 obr./min
- 21045 - dostępny z trzema silnikami Diesla:
  - wolnossący o poj. 1524 cm³, 50 KM przy 4600 obr./min
  - wysokoprężny o poj. 1774 cm³, 65 KM przy 4500 obr./min
  - turbodoładowany o poj. 1524 cm³, 70 KM przy 4600 obr./min
- 21042 - silnik benzynowy 1,5 l (WAZ-2103), dla ruchu lewostronnego
- 21048 - silnik Diesla 1,8 l (WAZ-343)
- 21041i - silnik benzynowy 1,6 l z wtryskiem (WAZ-21067) (produkowany przez IżAwto)